# پایتخت (فصل ۵)
پایتخت ۵ نام فصل پنجم از مجموعهٔ تلویزیونیِ پایتخت است که در نوروز ۱۳۹۷ از شبکهٔ ۱ سیما پخش شد. این مجموعه تلویزیونی با کارگردانی سیروس مقدم و با طراحی محسن تنابنده و نویسندگی خشایار الوند و امیرحسین قاسمی ساخته شده‌ است.
پایتخت ۵ برنده جایزه بهترین فیلم‌نامه و بهترین سریال از هجدهمین جشنواره حافظ شد. این فصل از این سریال همچنین به عنوان بهترین مجموعه تلویزیونی نوروزی (از نگاه مردم) در نظرسنجی صدا و سیما انتخاب شد. همچنین این مجموعه تلویزیونی اولین مجموعه تلویزیونی بود که به صورت همزمان از دو شبکه یک و تماشا پخش شد.

## خلاصهٔ داستان
ارسطو که از خرید اتومبیل جدیدش در پوست خود نمی‌گنجد، نقی و خانواده اش را برای سورچرانی به گردش می‌برد، اما در میانهٔ راه ماشین چپ می‌کند و در رودخانه می‌افتد. در این سانحه خانوادهٔ نقی معمولی صدمات شدیدی می‌بینند و همین موضوع باعث قطع رابطه نقی با پسر خاله اش ارسطو می‌شود. او برای عوض شدن روحیهٔ خانواده پس از این حادثه، آن‌ها را به ترکیه می‌برد. در میانهٔ راه، نقی با ارسطو روبرو می‌شود و درگیری لفظی میان این دو رخ می‌دهد، اما پس از آن با هم آشتی می‌کنند. آن‌ها در کشور ترکیه سوار بر بالن می‌شوند. مسئول هدایت بالن بر اثر مصرف مشروبات الکلی سکته کرده و منجر به مرگش می‌شود. سپس بالن آن‌ها را به سمت سوریه و جبههٔ داعش می‌برد. خانوادهٔ نقی با داعشی پیشین به نام الیزابت آشنا می‌شوند و از طریق وی می‌فهمند که در سوریه هستند. سپس برای نجات خود به سمت لاذقیه می‌روند. آن‌ها به شهر لاذقیه رسیده و به کارخانهٔ متروکه‌ای می‌روند. در آنجا با عده‌ای داعشی روبرو می‌شوند. خانوادهٔ نقی توسط این افراد گروگان گرفته می‌شوند اما سرانجام پس از نبرد با داعشی‌ها و کشتن آن‌ها، به کمک ارتش سوریه و مدافعان حرم سوار هلیکوپتر می‌شوند و نجات پیدا می‌کنند.

## بازیگران
| بازیگر              | شخصیت                                     | توضیح                                                                                          |
| ------------------- | ----------------------------------------- | ---------------------------------------------------------------------------------------------- |
| محسن تنابنده        | نقی معمولی                                | همسر هما، پسر پنجعلی، برادر تقی و فهیمه و پدر سارا و نیکا، دایی بهتاش و بهروز و پسر خاله ارسطو |
| ریما رامین‌فر        | هما سعادت                                 | همسر نقی مادر سارا و نیکا                                                                      |
| احمد مهران‌فر        | ارسطو عامل                                | پسرخالهٔ نقی و فهیمه                                                                            |
| نسرین نصرتی         | فهیمه معمولی                              | خواهر نقی، همسر بهبود و مادر بهتاش و بهروز فریبا و دختر خاله ارسطو                             |
| هومن حاجی‌عبداللهی   | رحمت (رحمت الله) امینی شالیکار هزار جریبی | دوست نقی و ارسطو و فامیل بهبود                                                                 |
| بهرام افشاری        | بهتاش فریبا                               | پسر فهیمه و بهبود                                                                              |
| علیرضا خمسه         | پنجعلی معمولی                             | پدر نقی و تقی و فهیمه، پدر بزرگ سارا و نیکا                                                    |
| سارا فرقانی اصل     | سارا معمولی                               | دخترهای نقی و هما                                                                              |
| نیکا فرقانی اصل     | نیکا معمولی دختر نقی و هما                | دخترهای نقی و هما                                                                              |
| نیلوفر رجایی‌فر      | الیزابت                                   | یکی از اعضاء پیشین داعش و همسفر نفربر خانواده نقی و الیزابت در سوریه                           |
| مجتبی بلال حبشی     | رحمان امینی شالیکار هزارجریبی             | برادران رحمت                                                                                   |
| مصطفی بلال حبشی     | رحیم امینی شالیکار هزارجریبی              | برادران رحمت                                                                                   |
| سلمان خطی           | تقی معمولی                                | برادر نقی و فهیمه                                                                              |
| خسرو امیرصادقی      | آقای بیاتی                                | مدیر مدرسه بهتاش                                                                               |
| عاطفه باقری         | عاطفه بیاتی                               | خواهر آقای بیاتی                                                                               |
| امیر کسارنژاد       | دکتر                                      | فرمانده داعشی                                                                                  |
| محمد رضا عقدایی     | ابومحمد                                   | همراهی در سوریه                                                                                |
| سیدجلال نسودیان پور | آرکان                                     | هدایت کننده بالن                                                                               |
| کامران دهقان        | مهمت                                      | دوست نقی                                                                                       |
| هدایت هاشمی         | اوس موسی                                  | دوست صمیمی نقی (در قسمت آخر مجموعه تلویزیونی صدای اوس موسی را داشت)                            |
| سکینه شفافی         | عسل خاله                                  | مادر ارسطو و خالهٔ نقی و تقی و فهیمه (در قسمت اول مجموعه تلویزیونی صدای عسل خاله را داشت)       |

## حواشی
سری پنجم این مجموعه تلویزیونی هنگام پخش نیز با حواشی زیادی رو به رو بود. همچنین صداوسیما قسمت‌هایی از مجموعه تلویزیونی را سانسور و حذف می‌کرد.
- نگارش فیلمنامه این فصل همچون فصل اول با همکاری امیرحسین قاسمی شروع شد[۵] اما با اتمام تعهد خشایار الوند به مجموعه تلویزیونی دیوار به دیوار ۲، امیرحسین قاسمی از تیم نگارش جدا می‌شود. در هنگام پخش این مجموعه تلویزیونی پس از گذشت پنج قسمت از مجموعه تلویزیونی، و اعتراض عوامل سریال به سانسور، نام امیرحسین قاسمی از تیتراژ حذف می‌گردد[۶] حذف نام این نویسنده، باعث می‌شود تا حواشی بسیاری برای سری پنجم پایتخت ایجاد شود. الهام غفوری تهیه‌کنندهٔ مجموعه تلویزیونی در واکنش به حواشی رخ داده در خصوص حذف نام این نویسنده گفت: «آقای امیرحسین قاسمی طبق قرارداد در سه قسمت اول در کنار آقای تنابنده مسئولیت نگارش را برعهده داشت، اما از قسمت چهارم آقای خشایار الوند جایگزین او شد و همه چیز با هماهنگی و طبق قرارداد مکتوب پیش رفته‌است. اما امیرحسین قاسمی در مصاحبه با روزنامه بانی فیلم این مطلب را تکذیب کرد[۷][۸][۹]»
- حین تصویربرداری قسمت اول فصل پنجم سریال پایتخت امیرحسین خنجری بدلکار این مجموعه دچار سانحه شد که منجر به شکستگی استخوان جمجمه وی گردید.[۱۰]
- در حالی که سیدعلی خامنه‌ای تولید و حمایت از کالای ایرانی را شعار سال ۱۳۹۷ قرار داد، مجموعه تلویزیونی پایتخت ۵ سفر به خارج از کشور را دستمایهٔ فیلمنامهٔ خود قرار داده بود. همچنین اگرچه در لابلای دیالوگ‌های شخصیت‌های اصلی فیلم می‌توان گفته‌هایی در مذمت امر قاچاق و نیز توجه به ساخت وطن را شاهد بود، اما تبلیغ لباس‌های تولید خارج و ورود قاچاق آن به ایران از دیگر موارد اعتراض برانگیز بود. نمایش زیبایی‌های شهر آدانای ترکیه که در این مجموعه تلویزیونی به تماشا گذاشته شد، حتی برخی از منتقدان در شبکه‌های مجازی را به این سمت سوق داد تا قسمت‌هایی از این مجموعه تلویزیونی را اثری تبلیغی برای جاذبه‌های گردشگری این شهر ترکیه بدانند.[۱۱]
- نکتهٔ حاشیه‌ای دیگر که در فضای مجازی جنجالی را برای این مجموعه تلویزیونی ایجاد کرد، موضوع ازدواج زودرس بازیگران دختر نوجوان فیلم بود. سارا و نیکا (بازیگران نقش دختران دوقلوی نقی معمولی) از طرف برادر بزرگ‌تر یک دوقلوی دیگر (رحمان و رحیم) خواستگاری می‌شوند، که همین موضوع سبب شد تا منتقدان وجود چنین مضمونی در فیلم را به تبلیغ ازدواج زودرس از سوی جمهوری اسلامی منتسب کنند. هرچند در قسمت یازدهم این مجموعه تلویزیونی مشخص شد که پدر و مادر دختران سخت مخالف ازدواج زودرس هستند و به تقبیح این نکته نیز پرداختند.[۱۱]
- حذف یکی از صحنه‌های رقص در پخش مجدد این مجموعه تلویزیونی نیز واکنش دست‌اندرکاران مجموعه تلویزیونی و مخاطبان را به دنبال داشت. در قسمت سوم مجموعه تلویزیونی شخصیت «ارسطو» با بازی احمد مهرانفر به رقص و شادی و پایکوبی می‌پردازد که، در بازپخش حذف شد و واکنش‌های زیادی را در شبکه‌های اجتماعی به همراه داشت.[۱۱] و همچنین در بازپخش این مجموعه در دی‌ماه ۱۳۹۷ از شبکهٔ تماشا، و باز پخش این مجموعه در ماه رمضان اردیبهشت ۹۸ صحنهٔ رقص شخصیت «رحمت» با بازی هومن حاجی‌عبداللهی نیز حذف شد تا صحنهٔ رقص قسمت سوم این مجموعه به کلی سانسور شود.
- نگین میرزایی، که گفته می‌شود منشی مدیر مقتول شبکهٔ جم بود، در قسمت ۱۰ این مجموعه تلویزیونی به صورت بی‌حجاب حضور داشت که مورد اعتراض برخی رسانه‌ها قرار گرفت. به این دلیل نام او از تیتراژ قسمت دهم به بعد حذف شد. همچنین در باز پخش این مجموعه تلویزیونی در اردیبهشت ۹۸ (ماه رمضان) صحنهٔ خانوادهٔ نقی با دوستش مهمت در رستوران همراه با مترجمش به‌طور کامل سانسور شد؛ همچنین بار دیگر هم در تیر ماه از شبکهٔ تماشا این صحنه به‌طور کامل سانسور شد.
- قسمت دوازدهم این مجموعه تلویزیونی، دوشنبه ۱۳ فروردین با حذف برخی از صحنه‌ها روی آنتن رفت. یکی از سکانس‌های این قسمت مجموعه تلویزیونی که رویاهای خانوادهٔ نقی معمولی پس از سقوط بالن در دریا را نشان می‌داده، سانسور شده‌است. این اتفاق باعث واکنش‌های زیادی شد و حتی محسن تنابنده (طراح، سرپرست نویسندگان و بازیگر شخصیت نقی) و احمد مهران‌فر (بازیگر شخصیت ارسطو) نسبت به این عملکرد اعتراض کردند.[۱۲]
- از دیگر حواشی این مجموعه تلویزیونی که موجب نشر فراوان آن در فضای اینترنتی شد و مخاطبان به نشانهٔ اعتراض آن را در شبکه‌های اجتماعی دست به دست کردند، فاش شدن فهرست دستمزد چند صد میلیونی بازیگران و عوامل اصلی مجموعهٔ پایتخت ۵ بود. البته محمد ذوقی مدیر روابط عمومی سازمان اوج به سند جعلی منتشر شده دربارهٔ دستمزد عوامل پایتخت در اینستاگرامش واکنش نشان داد و ادعا کرد که این شیطنت از طرف کینه‌توزان و دشمنان صورت گرفته و فهرست فاش شده ساختگی است.[۱۳][۱۴]

## جوایز
| قسمت                             | نامزد             | نتیجه    | جایزه      |
| -------------------------------- | ----------------- | -------- | ---------- |
| بهترین مجموعه تلویزیونی          | الهام غفوری       | برنده    | تندیس حافظ |
| بهترین کارگردانی تلویزیونی       | سیروس مقدم        | نامزدشده |            |
| بهترین فیلمنامه تلویزیونی        | محسن تنابنده      | برنده    | تندیس حافظ |
| بهترین بازیگر مرد کمدی تلویزیونی | بهرام افشاری      | برنده    | تندیس حافظ |
| بهترین بازیگر مرد کمدی تلویزیونی | محسن تنابنده      | نامزدشده |            |
| بهترین بازیگر مرد کمدی تلویزیونی | هومن حاجی‌عبداللهی | نامزدشده |            |
| بهترین بازیگر مرد کمدی تلویزیونی | احمد مهران‌فر      | نامزدشده |            |
| بهترین بازیگر زن کمدی تلویزیونی  | ریما رامین‌فر      | نامزدشده |            |
| بهترین بازیگر زن کمدی تلویزیونی  | نسرین نصرتی       | نامزدشده |            |

دیگر جوایز :
- برنده تندیس بهترین مجموعه تلویزیونی از پنجمین دوره جشنواره جام جم (۱۳۹۷)[۱۷]
- برنده تندیس بهترین مجموعه تلویزیونی از جشنواره نوروزی صداوسیما (۱۳۹۷)
- برنده تندیس بهترین بازیگر زن(ریما رامین فر) از جشنواره نوروزی صداوسیما (۱۳۹۷)[۱۸]